# Wannseekonferenz

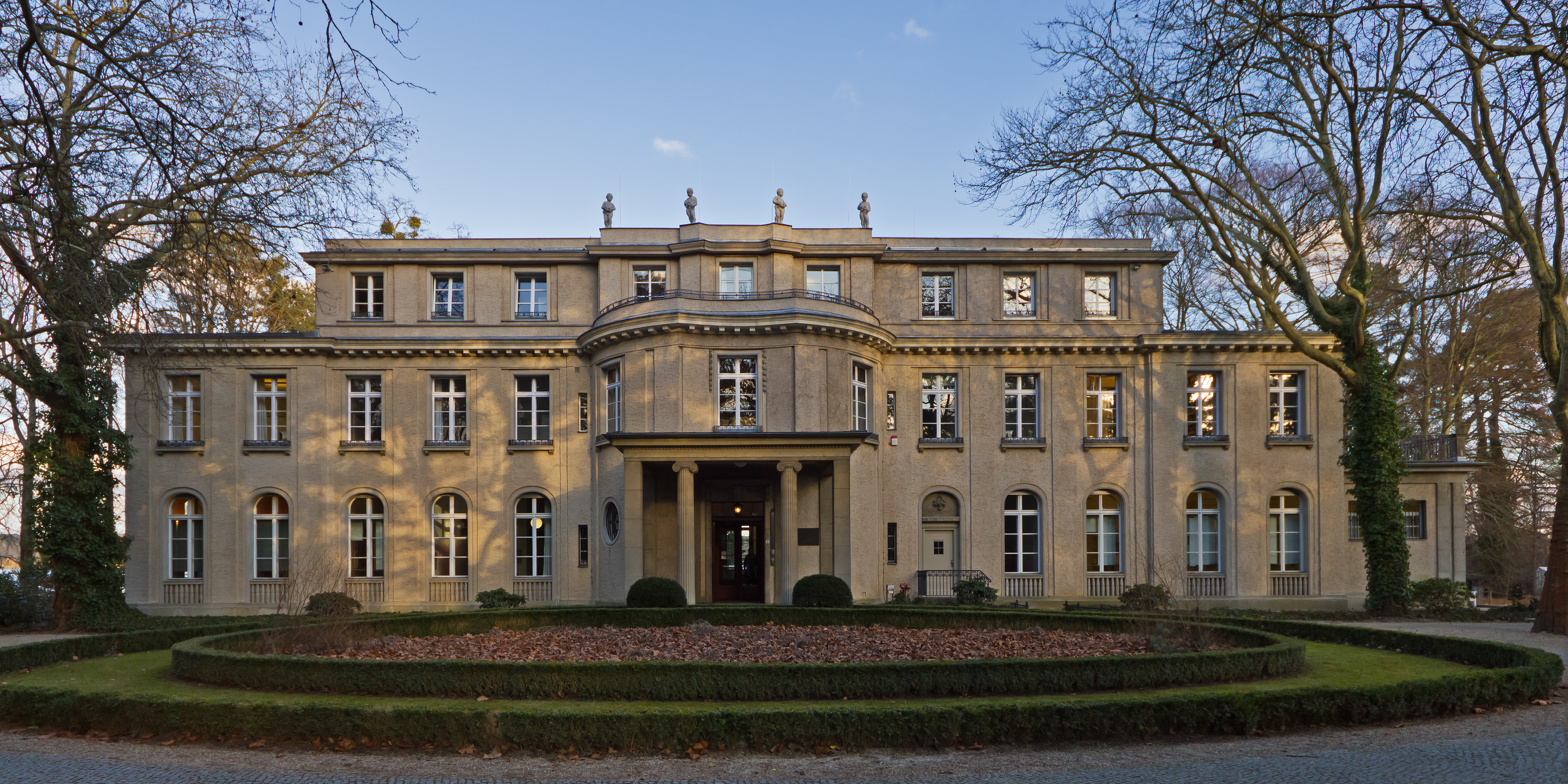
Villa der Wannseekonferenz, Am Großen Wannsee 56/58 (2014)

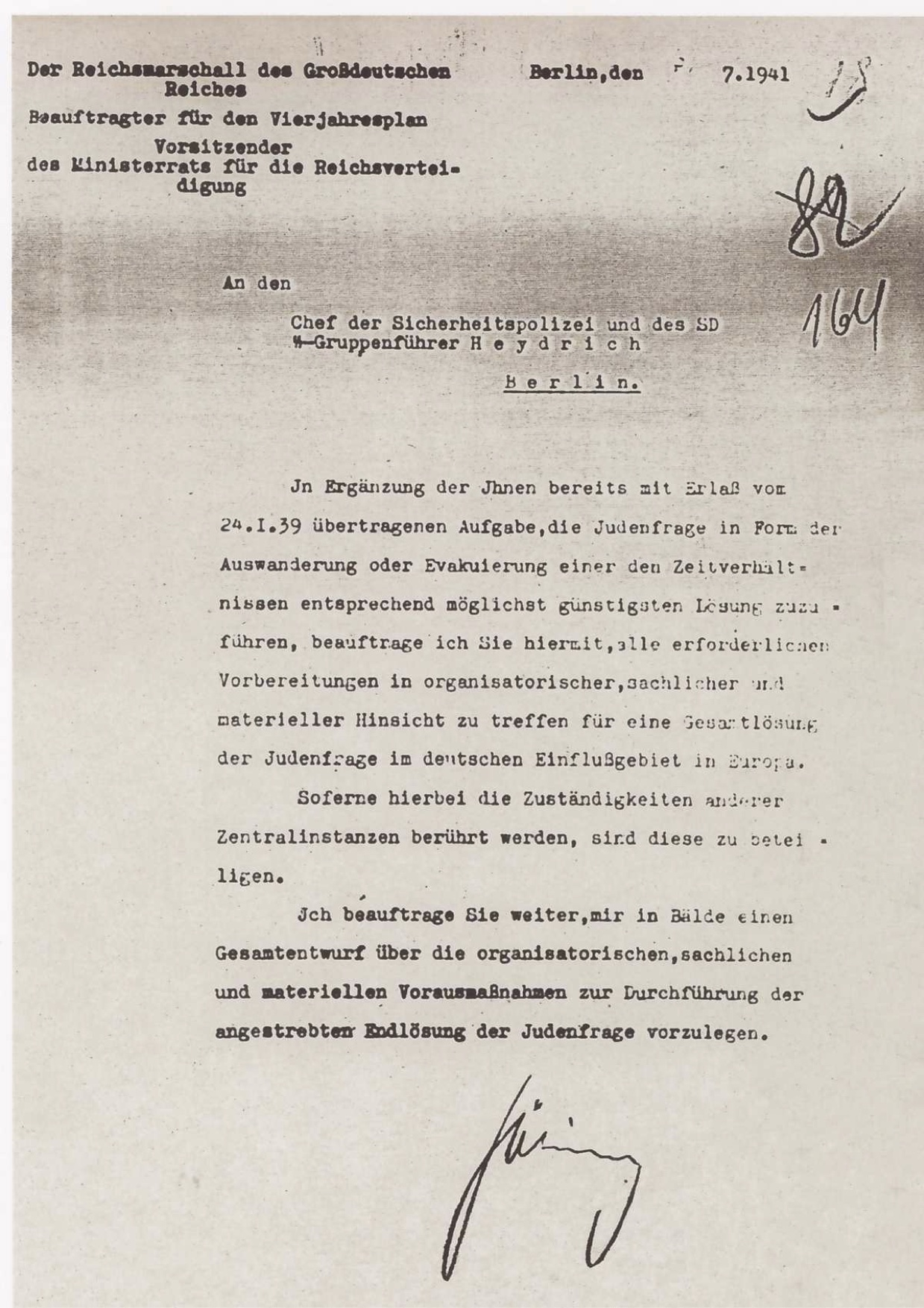
Auftrag Hermann Görings an Reinhard Heydrich vom 31. Juli 1941

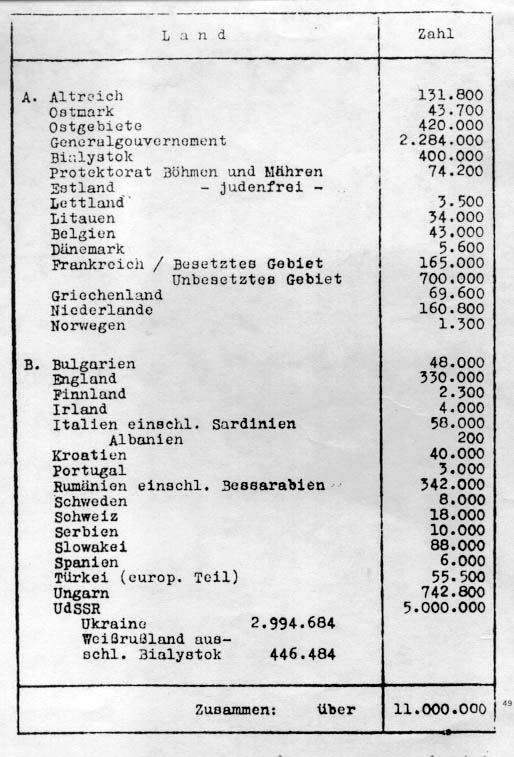
Ein Dokument der Wannseekonferenz; hier die vorbereitete Liste der jüdischen Bevölkerung in Europa.

Die Wannseekonferenz war eine geheime Besprechung am 20. Januar 1942 in einer Villa am Großen Wannsee in Berlin. Fünfzehn hochrangige Vertreter der nationalsozialistischen Reichsregierung und der SS-Behörden kamen zusammen, um unter dem Vorsitz des SS-Obergruppenführers Reinhard Heydrich in seiner Funktion als Chef der Sicherheitspolizei (SiPo) und des Sicherheitsdienstes des Reichsführers SS (SD) den begonnenen Holocaust an den Juden im Detail zu organisieren und die Zusammenarbeit der beteiligten Instanzen zu koordinieren.
Entgegen verbreiteter Meinung war es nicht Hauptzweck der Konferenz, den Holocaust zu beschließen – diese Entscheidung war mit den seit dem Angriff auf die Sowjetunion (22. Juni 1941) stattfindenden Massenmorden in vom Deutschen Reich besetzten Gebieten faktisch schon gefallen –, sondern die Deportation der gesamten jüdischen Bevölkerung Europas zur Vernichtung in den Osten zu organisieren und die erforderliche Koordination sicherzustellen. Die Teilnehmer legten den zeitlichen Ablauf für die weiteren Massentötungen fest, erweiterten die dafür vorgesehenen Opfergruppen zunehmend und einigten sich auf eine Zusammenarbeit unter der Leitung des Reichssicherheitshauptamts (RSHA), das Heydrich führte.
Heydrich war von Hermann Göring am 31. Juli 1941 mit der Gesamtorganisation der „Endlösung der Judenfrage“ beauftragt worden. Im Dezember 1941 lud Heydrich zu der Konferenz ein, an der Staatssekretäre aus verschiedenen Reichsministerien und dem Generalgouvernement, ein Ministerialdirektor der Reichskanzlei sowie leitende Beamte des Hauptamtes Sicherheitspolizei, des Sicherheitsdienstes und der Parteikanzlei teilnahmen. Protokollant war der SS-Obersturmbannführer Adolf Eichmann, Heydrichs Referent für „Judenangelegenheiten“.
Der erst nach dem Zweiten Weltkrieg geprägte Begriff „Wannseekonferenz“ ergab sich aus dem Tagungsort, dem Gästehaus der Sicherheitspolizei und des Sicherheitsdienstes, Am Großen Wannsee 56/58. Die ehemalige Villa Marlier in Berlin-Wannsee war 1914/1915 nach Plänen von Paul Otto August Baumgarten erbaut worden. Heute ist das Haus eine Gedenkstätte für den Holocaust.

## Vorgeschichte

### Nationalsozialistische „Judenpolitik“
Der Antisemitismus war einer der zentralen Bestandteile der nationalsozialistischen Ideologie, der die NS-Politik bestimmte. Schon in seinem Werk Mein Kampf propagierte Adolf Hitler Ideen, die auf die Ausrottung der Juden abzielten.
Am 30. Januar 1939 hatte Hitler in einer Reichstagsrede erstmals „die Vernichtung der jüdischen Rasse in Europa“ für den Kriegsfall angekündigt. Darauf bezog sich Propagandaminister Joseph Goebbels in einem Artikel für Das Reich vom 16. Dezember 1941:

„Wir erleben gerade den Vollzug dieser Prophezeiung und es erfüllt sich am Judentum ein Schicksal, das zwar hart, aber mehr als verdient ist. Mitleid oder gar Bedauern ist da gänzlich unangebracht.“

1942 kam Hitler öffentlich fünfmal auf seine Drohung und ihre Verwirklichung zu sprechen, zuletzt am 8. November 1942:

„Sie werden sich noch der Reichstagssitzung erinnern, in der ich erklärte: Wenn das Judentum sich etwa einbildet, einen internationalen Weltkrieg zur Ausrottung der europäischen Rassen herbeiführen zu können, dann wird das Ergebnis nicht die Ausrottung der europäischen Rassen, sondern die Ausrottung des Judentums in Europa sein. Sie haben mich immer als Propheten ausgelacht. Von denen, die damals lachten, lachen heute Unzählige nicht mehr, und die jetzt noch lachen, werden es vielleicht in einiger Zeit auch nicht mehr tun.“

Die beabsichtigten Ziele und Ergebnisse der nationalsozialistischen Politik gegenüber den Juden waren somit offensichtlich. Gleichwohl sind Einzelheiten des Entscheidungsprozesses, der letztlich zum Holocaust führte, nur unzureichend dokumentiert. Der genaue Ablauf dieses Prozesses innerhalb des NS-Regimes ist in vielen Details immer noch unklar und wird in der Holocaustforschung weiterhin intensiv diskutiert.

### Die Entscheidung zum Holocaust
Zu den erhaltenen Dokumenten gehört der Auftrag Görings an Heydrich, einen „Gesamtentwurf“ bezüglich Kosten, Organisation und Durchführung für die „Endlösung der Judenfrage“ auszuarbeiten. Er erging am 31. Juli 1941, also fünf Wochen nach dem Angriff auf die Sowjetunion am 22. Juni, der Millionen von Juden erst in die Reichweite des nationalsozialistischen Regimes brachte.
In den ersten Monaten des Deutsch-Sowjetischen Krieges äußerten sich führende Funktionäre des NS-Regimes mehrmals in einer Weise, die auf den geplanten Völkermord schließen lässt. Dies gilt als Hinweis darauf, dass die endgültigen Entscheidungen, die zum Holocaust führten, im Herbst 1941 gefallen sein müssen. So versammelte Hitler am 12. Dezember 1941 die Reichs- und Gauleiter der NSDAP in seinen Privaträumen in der Reichskanzlei. Goebbels notierte darüber in seinem Tagebuch:

„Bezüglich der Judenfrage ist der Führer entschlossen, reinen Tisch zu machen. […] Der Weltkrieg ist da, die Vernichtung des Judentums muss die notwendige Folge sein.“

Vier Tage später, am 16. Dezember 1941 veröffentlichte Goebbels den oben zitierten Artikel in Das Reich.
Manche Historiker sehen die Gauleitertagung bei Hitler am 12. Dezember als spätesten Termin an, an dem die Entscheidung zur systematischen Judenvernichtung gefallen ist. Andere bezweifeln, dass es überhaupt einen bestimmten Zeitpunkt gab, an dem ein solcher Beschluss getroffen und ein entsprechender Führerbefehl dazu ausgegeben wurde. Dazu führen sie u. a. ein Zitat aus dem Protokoll der Wannseekonferenz an: An die Stelle der Nötigung zur Auswanderung sei „nach vorheriger Genehmigung durch den Führer die Evakuierung der Juden nach dem Osten“ als Lösungsmöglichkeit getreten. Ein förmlicher Beschluss zum Völkermord, der Ermordung aller Juden, sei damit nicht gegeben worden; Hitler habe sich ungern festgelegt und sei nur „Legitimierungsinstanz“ in einem noch stufenweise weiter fortschreitenden Radikalisierungsprozess gewesen, der durch lokale Initiativen, selbstverursachte vermeintliche Sachzwänge und eliminatorischen Antisemitismus kumulierte.
Die meisten Historiker folgern jedoch aus den Quellen, dass im Spätherbst 1941 ein entscheidender Schritt im Entscheidungsprozess zum Völkermord getan worden sei. Damals zeichnete sich das Scheitern des Krieges gegen die Sowjetunion ab, der als Blitzkrieg begonnen worden war. Damit zerschlugen sich die letzten unausgereiften Pläne, die Juden weit in den Osten abschieben zu können, nachdem vorher schon die Umsiedlungsprojekte nach Nisko und Madagaskar als undurchführbar zu den Akten gelegt worden waren.
Ein eindeutiger schriftlicher Befehl Hitlers zur Ermordung aller Juden im deutschen Einflussbereich wurde bisher nicht gefunden. Wahrscheinlich gab es keine derartige förmliche Anordnung. Auf mündliche Führerbefehle zur Judenvernichtung nehmen jedoch Briefe und Anordnungen hoher NS-Führer mehrfach Bezug. Diese Befehle waren offenbar meist stark verklausuliert; ebenso wie Heydrichs Befehle zu konkreten Massenmordaktionen. Was tatsächlich befohlen wurde, zeigte sich erst bei Umsetzung der Maßnahmen. Diese konnten aber nur mit Hitlers ausdrücklichem Einverständnis eingeleitet und vollzogen werden. In diesem Punkt stimmen alle Fachhistoriker bei allen sonst unterschiedlichen Deutungen überein. Aufgrund der öffentlichen Äußerungen von Hitler, Goebbels, Himmler und anderen hochrangigen NS-Funktionären konnte jeder Befehlshaber – etwa der SD-Einsatzkommandos – dieses Einverständnis bei Mordaktionen gegen Juden voraussetzen.

### Deportationen und Massenmorde bis Ende 1941
Das nationalsozialistische Vorgehen gegen die Juden radikalisierte sich seit 1933 über Ausgrenzung, Entrechtung, erzwungene Auswanderung, physische Verfolgung und Enteignung. Seit Kriegsbeginn kamen Ghettoisierung, Deportationen und Massenmorde in militärisch besetzten Gebieten Ost- und Südosteuropas hinzu. Diese Schritte erfolgten jedoch nicht überall chronologisch und geplant nacheinander, sondern teilweise in ständigem Wechsel und manchmal chaotisch nebeneinander.
Mit dem Überfall auf Polen 1939 begannen Massenmorde an Zivilisten in Polen. Eine „zur besonderen Verfügung“ gebildete Einsatzgruppe unter Udo von Woyrsch erschoss bis Jahresende etwa 7000 Juden, erfuhr dafür aber starke Kritik einiger Armeebefehlshaber, wie z. B. des Oberbefehlshabers im Generalgouvernement, Johannes Blaskowitz. Der Historiker Hans Mommsen deutete diese Morde im Jahr 2002 als noch planlose Einzelinitiativen.
Seit dem 22. Juni 1941 erschossen vier im Mai aufgestellte Einsatzgruppen systematisch und in großem Umfang Staatsfunktionäre, Partisanen und – bevorzugt jüdische – „Geiseln“ hinter der gesamten Ostfront der deutschen Wehrmacht. Teils mit ihnen, teils ohne sie ermordeten im selben Gebiet Einheiten der Ordnungspolizei und der Waffen-SS unter Hans-Adolf Prützmann, Erich von dem Bach-Zelewski und Friedrich Jeckeln Juden in großer Zahl. Mit dem Massaker von Kamenez-Podolsk an ungarischen und ukrainischen Juden Ende August 1941 betrafen Massenerschießungen erstmals Zehntausende und erreichten damit eine neue Dimension. Das Massaker von Babyn Jar im September/Anfang Oktober 1941, bei dem mehr als 33.000 jüdische Bewohner Kiews ermordet wurden, ist die bekannteste derartige Massenerschießung. Die Massenmorde liefen immer stärker auf eine unterschiedslose Ermordung aller Juden zu.
In den von den Nationalsozialisten eingerichteten, überfüllten Ghettos starben täglich Juden an Unterernährung, Infektionskrankheiten und willkürlicher Gewalt ihrer Bewacher. Auch die „Vernichtung durch Zwangsarbeit“, die das Konferenzprotokoll als Methode der „Endlösung“ nannte, fand schon statt: etwa beim Bau einer wichtigen „Durchgangsstraße IV“ von Lemberg in die Ukraine.
Im Oktober begannen Massendeportationen deutscher Juden aus dem Reichsgebiet. Auf Befehl Himmlers vom 18. September, unterzeichnet von Kurt Daluege, wurden bis zum 4. November 20.000 Juden und 5000 „Zigeuner“ nach Łódź deportiert. Am 23. Oktober 1941 verbot Himmler allen Juden im deutschen Einflussbereich die Auswanderung.
„Auf Wunsch des Führers“ sollte bei Riga ein weiteres großes Konzentrationslager errichtet werden. Am 8. November 1941 erfuhr Hinrich Lohse, Reichskommissar für das besetzte Baltikum, dass je 25.000 „Reichs- und Protektoratsjuden“ nach Minsk und Riga deportiert werden sollten. Um letztere unterzubringen, ließ Jeckeln auf persönlichen Befehl Himmlers vom 29. November bis 1. Dezember sowie am 8. und 9. Dezember 1941 insgesamt 27.800 Bewohner des Rigaer Ghettos erschießen. Unter den Opfern waren auch der erste Transport von 1053 Berliner Juden, die am 30. November sofort nach ihrer Ankunft erschossen wurden. Himmlers Veto dagegen vom selben Tag kam zu spät. Der Historiker Raul Hilberg vermutet, dass es ohnehin nur zu erwartende Proteste Lohses beschwichtigen sollte. Nach Deutung von Dieter Pohl fürchtete Himmler, ausbleibende Nachrichten der Deportierten würden in Deutschland rasch zu Gerüchten über ihre Liquidierung führen. Am 25. und 29. November wurden bei Kaunas 5000 eigentlich für Riga bestimmte Juden aus dem Reich und dem Protektorat erschossen.
Das Vernichtungslager Belzec war seit November 1941 im Bau; dessen erste Gaskammern von geringer Kapazität waren zur Ermordung arbeitsunfähiger Juden vorgesehen. Auch für das Vernichtungslager Sobibor und das KZ Majdanek im Distrikt Lublin begannen die Bauvorbereitungen. Seit Anfang Dezember 1941 wurden in Kulmhof (Chelmno) Gaswagen zur Tötung von Juden eingesetzt. Darüber verfügten mittlerweile alle vier Einsatzgruppen.
Bis zur Einberufung der Wannseekonferenz hatten die Mörder mit Hitlers Zustimmung rund 900.000 Juden aus Deutschland, Polen und der Sowjetunion in den von der Wehrmacht besetzten Gebieten umgebracht. Nun sollte als letzte Eskalationsstufe die systematische Ermordung aller Juden im deutschen Einflussbereich organisiert werden.

### Konferenzvorbereitungen

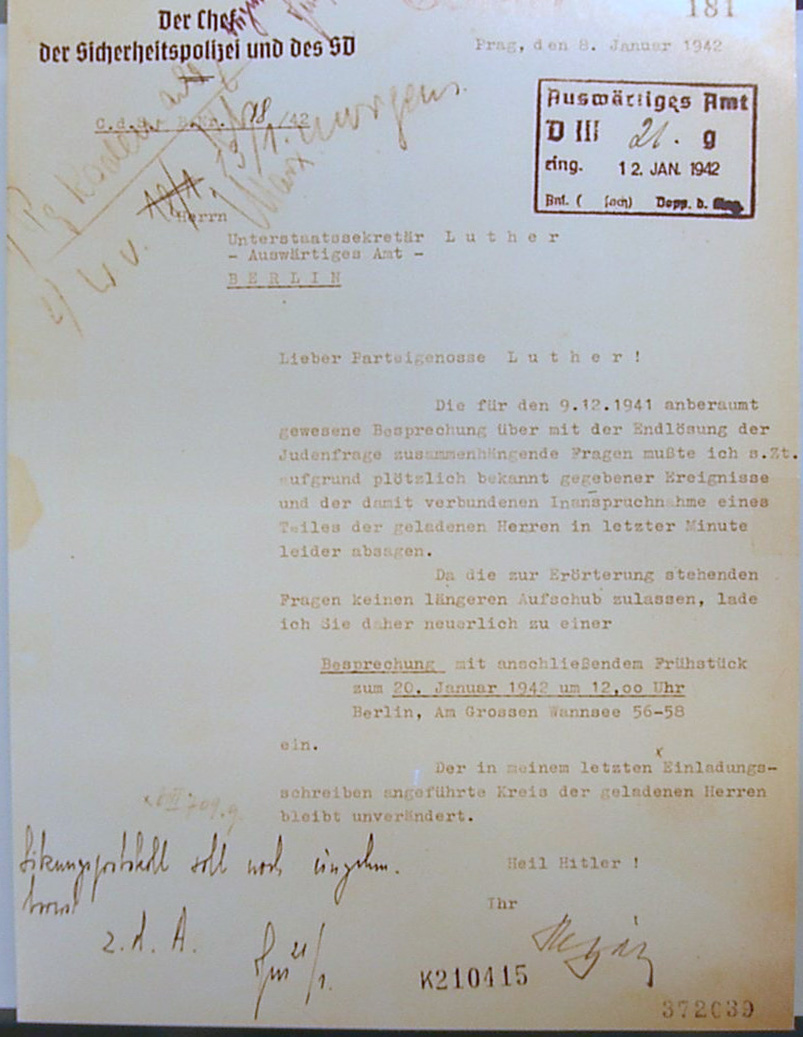
Heydrich lädt am 8. Januar 1942 Unterstaatssekretär Luther für den 20. Januar 1942 ein.

Die Wannseekonferenz war ursprünglich für den 9. Dezember 1941 um 12 Uhr in der Dienststelle der Internationalen Kriminalpolizeilichen Kommission (IKPK), Am Kleinen Wannsee Nr. 16, anberaumt worden. Seit August 1940 fungierte Heydrich als Vorsitzender der IKPK. Einige Tage später korrigierte Heydrichs Büro den Besprechungsort zum Gästehaus der Sicherheitspolizei und des SD, Am Großen Wannsee 56–58. Heydrichs Einladung zu einer „Besprechung mit anschließendem Frühstück“ verschickte Adolf Eichmann am 29. November. Er hob die „außerordentliche Bedeutung“ einer Gesamtlösung der Judenfrage hervor und legte das Ermächtigungsschreiben Görings an Heydrich vom 31. Juli bei. Zudem bestätigte er, dass Juden aus dem Reichsgebiet, Böhmen und Mähren seit 15. Oktober 1941 „evakuiert“ würden, also die Deportationen längst liefen. Eichmann war als Leiter des Gestaporeferats IV B 4 unter anderem für „Juden- und Räumungsangelegenheiten“ zuständig und organisierte später die meisten Deportationen von Juden aus Deutschland, Frankreich, den Niederlanden, Ungarn und anderen besetzten Gebieten in die Arbeits- und Vernichtungslager. Er lieferte Heydrich auch Vorlagen und Zahlenmaterial für sein Einleitungsreferat und fertigte das Protokoll über die Konferenz an.
Auch andere NS-Ministerien bereiteten die Zusammenkunft vor. Am 8. Dezember erhielt Unterstaatssekretär Martin Luther eine Zusammenstellung der „Wünsche und Ideen des Auswärtigen Amtes zu der vorgesehenen Gesamtlösung der Judenfrage in Europa“. Diese empfahl die Abschiebung aller im Deutschen Reich ansässigen Juden deutscher Staatsangehörigkeit sowie die der serbischen, staatenlosen und von Ungarn übergebenen Juden. Den Regierungen in Rumänien, Kroatien, Bulgarien, Ungarn und der Slowakei solle die Abschiebung der in ihren Ländern ansässigen Juden nach dem Osten angeboten werden. Ferner solle auf alle Regierungen Europas Druck ausgeübt werden, Judengesetze nach dem Vorbild der Nürnberger Gesetze zu erlassen.
Nach Japans Angriff auf Pearl Harbor am 7. Dezember 1941 lud Hitler den Reichstag für den 9. Dezember ein, um dort die Kriegserklärung gegen die USA zu verkünden. Einige der zur Wannseekonferenz Eingeladenen und auch Heydrich selbst waren Reichstagsmitglieder; daher ließ Heydrich die Konferenz kurzfristig absagen. Ein Gesprächsvermerk, der von einer Verschiebung „wegen der Reichstagssitzung“ sprach, bestätigt seinen Absagegrund. Am 8. Januar 1942 ließ er neue Einladungen zum 20. Januar 1942 verschicken.
Bis dahin wurden bereits wichtige Vorentscheidungen über einzelne auf der Konferenz besprochene Punkte getroffen. Hinrich Lohse hatte Georg Leibbrandt in einem Schreiben an das Reichsministerium für die besetzten Ostgebiete (RMfdbO) „Betreff: Judenexekutionen“ am 15. November 1941 angefragt:

„Soll dieses ohne Rücksicht auf Alter und Geschlecht und wirtschaftliche Interessen (z. B. der Wehrmacht an Facharbeitern in Rüstungsbetrieben) geschehen? Selbstverständlich ist die Reinigung des Ostlandes von Juden eine vordringliche Aufgabe; ihre Lösung muss aber mit den Notwendigkeiten der Kriegswirtschaft in Einklang gebracht werden. Weder aus den Anordnungen zur Judenfrage in der ‚braunen Mappe‘ noch aus anderen Erlassen konnte ich bisher eine solche Weisung entnehmen.“

Otto Bräutigam vom RMfdbO antwortete am 18. Dezember 1941: „In der Judenfrage dürfte inzwischen durch mündliche Besprechungen Klarheit geschaffen sein. Wirtschaftliche Belange sollen bei der Regelung des Problems grundsätzlich unberücksichtigt bleiben. Im Übrigen wird gebeten, auftauchende Fragen unmittelbar mit dem höheren SS- und Polizeiführer zu regeln. Im Auftrag gez. Bräutigam.“ Hans Frank sprach am 16. Dezember 1941 bei einer Regierungssitzung von der Absicht, das Generalgouvernement „judenfrei“ zu machen, und wies dabei auf die anstehende „große Besprechung in Berlin“ bei Heydrich hin.
Ungeklärt ist, warum die Konferenz um ganze sechs Wochen verschoben wurde. Der Historiker Christian Gerlach deutet Hitlers Erklärung vom 12. Dezember 1941, die Judenvernichtung müsse notwendige Folge des nun eingetretenen Weltkriegs sein, als Entscheidung zum Holocaust. Damit habe sich eine neue Lage ergeben, die grundlegende Änderungen der von Heydrich vorzuschlagenden Pläne erfordert habe. Diese Deutung wird nur von wenigen Fachhistorikern geteilt.

## Die Konferenz

### Teilnehmer

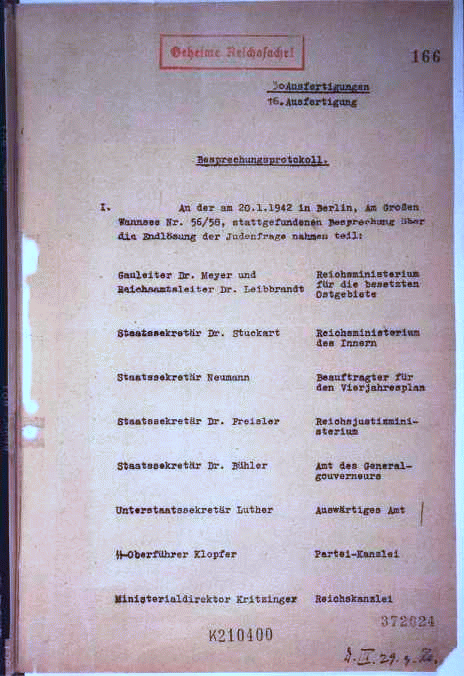
Wannseeprotokoll: Das erste Blatt der Teilnehmerliste

Auf Einladung Heydrichs nahmen 15 Personen an der Konferenz teil: Angehörige der SS, die den Massenmord organisatorisch und praktisch bereits begonnen hatten, sowie hochrangige Vertreter der NSDAP, der Zivilverwaltung in den besetzten Gebieten Polens und der Sowjetunion und einiger Reichsministerien:
- Reinhard Heydrich (SS-Obergruppenführer, Hauptredner und Vorsitz)
- Adolf Eichmann (SS-Obersturmbannführer, Protokollführer)
- Josef Bühler (Staatssekretär im Amt des Generalgouverneurs in Krakau)
- Roland Freisler (Staatssekretär im Reichsjustizministerium, später Präsident des Volksgerichtshofs)
- Otto Hofmann (SS-Gruppenführer, Chef des Rasse- und Siedlungshauptamtes der SS)
- Gerhard Klopfer (SS-Oberführer, Ministerialdirektor in der Parteikanzlei der NSDAP, Leiter der Staatsrechtlichen Abteilung III)
- Friedrich Wilhelm Kritzinger (Ministerialdirektor in der Reichskanzlei)
- Rudolf Lange (SS-Sturmbannführer, Kommandeur der Sicherheitspolizei und des SD für Lettland in Vertretung seines Befehlshabers Walter Stahlecker)
- Georg Leibbrandt (Reichsamtsleiter, Reichsministerium für die besetzten Ostgebiete)
- Martin Luther (Unterstaatssekretär im Auswärtigen Amt)
- Alfred Meyer (Staatssekretär im Reichsministerium für die besetzten Ostgebiete, Gauleiter Westfalen-Nord)[34]
- Heinrich Müller (SS-Gruppenführer, Chef des Amtes IV (Gestapo) des Reichssicherheitshauptamtes)
- Erich Neumann (Staatssekretär im Amt des Beauftragten für den Vierjahresplan)
- Karl Eberhard Schöngarth (SS-Oberführer, Befehlshaber der Sicherheitspolizei und des SD im Generalgouvernement)
- Wilhelm Stuckart (Staatssekretär im Reichsministerium des Innern)

Darüber hinaus waren weitere Vertreter von Ministerien und Behörden eingeladen, die ihre Teilnahme jedoch absagten. Leopold Gutterer beispielsweise, Staatssekretär im Reichsministerium für Volksaufklärung und Propaganda, gab terminliche Gründe an, bat aber darum, über alle Folgetermine unterrichtet zu werden. Als einzige Frau war die Stenografin und Sekretärin Eichmanns, Ingeburg Werlemann, bei allen Besprechungen anwesend, ihr Name wird im Protokoll aber nicht erwähnt.
Wegen ihrer Mitverantwortung für den Holocaust wurden nach dem Krieg nur sechs dieser Personen juristisch belangt: Schöngarth wurde 1946 in der britischen Besatzungszone, Bühler 1948 in Polen und Eichmann 1962 nach seinem Prozess in Israel hingerichtet. Kritzinger und Stuckart kamen für kurze Zeit, Hofmann für mehrere Jahre in Haft, aus der er aber schon 1954 vorzeitig entlassen wurde. Fünf weitere Teilnehmer kamen noch vor Kriegsende ums Leben: Heydrich bereits wenige Monate nach der Konferenz durch ein Attentat in Prag, Freisler und Müller durch Kriegseinwirkung, Lange und Meyer durch Suizid. Luther starb unmittelbar nach Kriegsende. Klopfer, Leibbrandt und Neumann blieben weitgehend unbehelligt. Mit Klopfer verstarb der letzte lebende aktive Teilnehmer im Jahr 1987, die Sekretärin Werlemann verstarb 2010.

### Inhalte
Auf der Konferenz sollten die Zuständigkeiten für die bereits angelaufenen Deportations- und Vernichtungsaktionen geklärt, die Maßnahmen zu ihrer Umsetzung koordiniert und ihr räumlicher und zeitlicher Ablauf festgelegt werden. Schließlich wurden hier die Gruppen derjenigen Juden definiert, die zur Deportation und damit zur Vernichtung bestimmt waren. Dazu war die Mitarbeit vieler Institutionen notwendig, die bisher nicht über die „Endlösung“ informiert waren.
Im Protokoll der Wannseekonferenz ließ Heydrich festhalten, dass er von Göring zum „Beauftragten für die Vorbereitung der Endlösung der europäischen Judenfrage“ bestellt worden sei und die Federführung beim „Reichsführer SS und Chef der Deutschen Polizei“, also Himmler, liege. Auf dieser Sitzung wollte er sich mit den unmittelbar beteiligten Zentralinstanzen abstimmen.
Heydrich berichtete über die erfolgte Auswanderung von rund 537.000 Juden aus dem „Altreich“, Österreich sowie Böhmen und Mähren, an deren Stelle nach „vorheriger Genehmigung durch den Führer die Evakuierung der Juden nach dem Osten“ treten solle. Für die „Endlösung der europäischen Judenfrage“ kämen rund elf Millionen Juden in Betracht. In dieser Zahl waren auch „Glaubensjuden“ aus dem unbesetzten Teil Frankreichs, aus England, Spanien, Schweden, der Schweiz, der Türkei und weiteren neutralen oder gegnerischen Staaten außerhalb des deutschen Machtbereichs enthalten. Weiter hieß es im Protokoll:

„In großen Arbeitskolonnen, unter Trennung der Geschlechter, werden die arbeitsfähigen Juden straßenbauend in diese Gebiete geführt, wobei zweifellos ein Großteil durch natürliche Verminderung ausfallen wird. Der allfällig endlich verbleibende Restbestand wird, da es sich bei diesem zweifellos um den widerstandsfähigsten Teil handelt, entsprechend behandelt werden müssen, da dieser, eine natürliche Auslese darstellend, bei Freilassung als Keimzelle eines neuen jüdischen Aufbaues anzusprechen ist.“

Bei der Durchführung würde „Europa vom Westen nach Osten“ durchkämmt werden; dabei sollte wegen „sozial-politischer Notwendigkeiten“ und zum Freisetzen von Wohnraum im Reichsgebiet begonnen werden. Zunächst sollten die deutschen Juden in Durchgangsghettos und von dort aus weiter in den Osten transportiert werden. Juden im Alter von über 65 Jahren und Juden mit Kriegsversehrung oder Träger des Eisernen Kreuzes I würden in das Ghetto Theresienstadt kommen. Damit wären „mit einem Schlag die vielen Interventionen ausgeschaltet“.
Nach der Erwähnung möglicher Schwierigkeiten bei der „Evakuierungsaktion“ in den „besetzten oder beeinflussten europäischen Gebieten“ wendete man sich der Frage zu, wie mit „jüdischen Mischlingen“ und „Mischehen“ zu verfahren sei. Gemäß dem Protokoll sollten die Nürnberger Gesetze „gewissermaßen“ die Grundlage bilden. Doch tatsächlich gingen die von Heydrich eingebrachten Vorschläge weit darüber hinaus:
- Im Regelfall sollten „Mischlinge 1. Grades“ („Halbjuden“) ungeachtet ihrer Glaubenszugehörigkeit wie „Volljuden“ behandelt werden. Ausnahmen waren nur für solche „Mischlinge“ vorgesehen, die mit einem „deutschblütigen“ Partner verheiratet und nicht kinderlos geblieben waren. Andere Ausnahmebewilligungen seien nur von höchsten Parteiinstanzen zu erteilen.
- Jeder „Mischling 1. Grades“, der im Deutschen Reich verbleiben durfte, sollte sterilisiert werden.
- „Mischlinge 2. Grades“ („Vierteljuden“) sollten im Regelfall den „Deutschblütigen“ gleichgestellt werden, sofern sie nicht durch auffälliges jüdisches Aussehen oder schlechte polizeiliche und politische Beurteilung als Juden einzustufen waren.
- Bei bestehenden „Mischehen“ zwischen „Volljuden“ und „Deutschblütigen“ sollte der jüdische Teil entweder „evakuiert“ oder auch nach Theresienstadt geschickt werden, falls Widerstand durch die deutschen Verwandten zu erwarten sei.
- Weitere Regelungen wurden für „Mischehen“ angesprochen, bei denen ein oder beide Ehepartner „Mischlinge“ waren.

Diese detaillierten Vorschläge wurden vom Staatssekretär Stuckart, der 1935 mit der Ausarbeitung der Nürnberger Gesetze befasst gewesen war, als unpraktikabel zurückgewiesen. Er schlug vor, die Zwangsscheidung von „Mischehen“ gesetzlich vorzuschreiben und alle „Mischlinge ersten Grades“ zu sterilisieren. Da in diesen Punkten keine Einigung herbeigeführt werden konnte, vertagte man diese Detailfragen auf Folgekonferenzen.
Josef Bühler, Hans Franks Staatssekretär im Amt des Generalgouverneurs, drängte Heydrich auf der Konferenz, die Maßnahmen auf polnischem Gebiet im „Generalgouvernement“ zu beginnen, weil er hier keine Transportprobleme sähe und „die Judenfrage in diesem Gebiete so schnell wie möglich zu lösen“ wünschte. Ohnehin sei die Mehrzahl dieser Juden nicht arbeitsfähig und „als Seuchenträger eine eminente Gefahr“.

## Folgekonferenzen

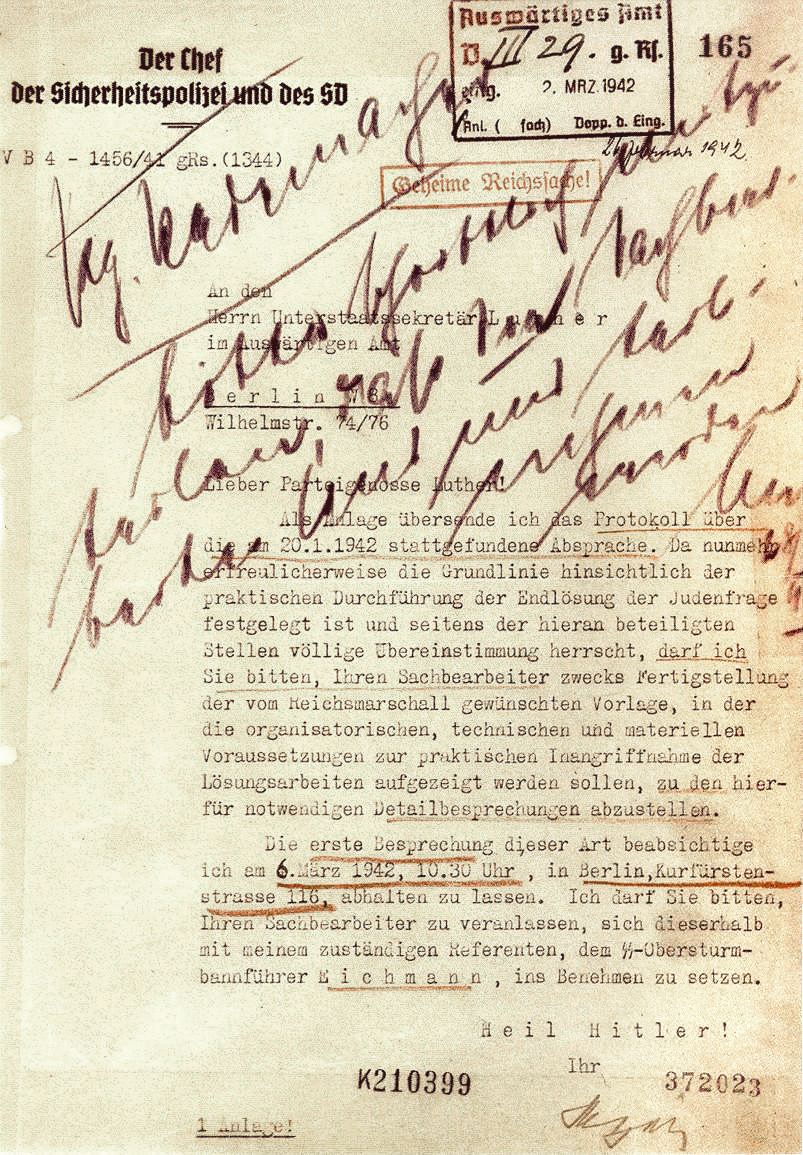
Einladung zur Folgekonferenz am 6. März 1942

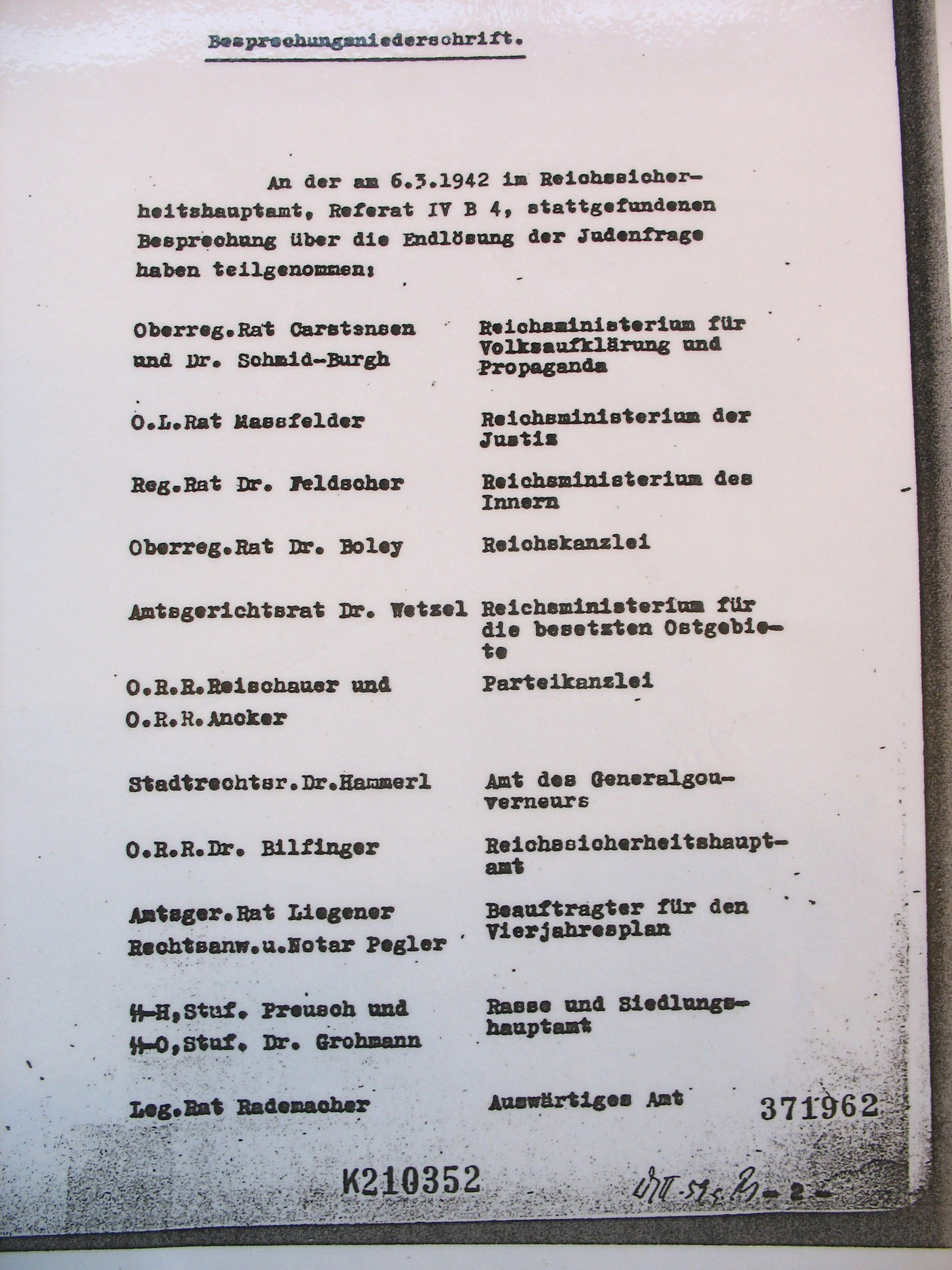
Teilnehmerliste der Besprechung zur Endlösung der Judenfrage im Reichssicherheitshauptamt am 6. März 1942

Bereits am 29. Januar 1942, neun Tage nach der Wannseekonferenz, fand die erste Folgekonferenz statt. Zu diesem Treffen kamen 16 Teilnehmer in die Räume des Reichsministeriums für die besetzten Ostgebiete (RMfdbO) in der Berliner Rauchstraße. Das RMfdbO selbst war mit insgesamt 8 Teilnehmern vertreten, darunter Otto Bräutigam, Erhard Wetzel, Hermann Weitnauer und Gerhard von Mende. Zudem nahmen nachgeordnete Vertreter von Ministerien (RSHA, Justizministerium), der Parteikanzlei sowie des OKW teil, darunter Friedrich Suhr (RSHA), Bernhard Lösener (Justizministerium), Albert Frey (OKW) und Herbert Reischauer (Parteikanzlei). Geleitet wurde die Sitzung von Otto Bräutigam.
Ziel dieses Treffens war es, die auf der Wannseekonferenz gefassten Beschlüsse inhaltlich zu füllen und rechtlich zu präzisieren. Zentrales Thema dieser Konferenz war, wer fortan als „Jude“ zu gelten habe, und somit genau festzulegen, wer auszurotten sei. Das RMfdbO wollte den Juden-Begriff keinesfalls „zu eng“ definiert haben und betonte, die bislang geltenden Regelungen in den besetzten Gebieten würden ohnehin nicht ausreichen und müssten insofern „verschärft“ werden, als in Zukunft auch „Mischlinge“ als „Volljuden“ zu gelten haben. Diese Vorschläge wurden am Ende der Sitzung durchgesetzt. Die Konferenzteilnehmer einigten sich darauf, dass in sämtlichen besetzten Gebieten als „Jude“ zukünftig alle Angehörigen der jüdischen Religion zu gelten hätten, zudem eheliche und uneheliche Kinder aus Verbindungen, in denen ein Teil Jude war (also Kinder aus so genannten Mischehen), sowie auch nichtjüdische Ehefrauen von Juden. Die erforderlichen Entscheidungen vor Ort sollten, so der Beschluss, die „politisch-polizeilichen Organe und deren Sachverständige in Rassenfragen“ treffen. Diese Konferenz fand statt, als die ersten Deportationen zum KZ Theresienstadt einsetzten; und einen Tag, bevor Hitler in seiner Rede im Berliner Sportpalast verkündete: „Wir sind uns dabei im Klaren darüber, daß der Krieg nur damit enden kann, daß entweder die arischen Völker ausgerottet werden oder daß das Judentum aus Europa verschwindet.“
Zwei weitere Folgekonferenzen fanden am 6. März und 27. Oktober 1942 im Referat IV B 4 von Adolf Eichmann in der Berliner Kurfürstenstraße 115/116 statt.
Nach einer Aufzeichnung des „Judenreferenten“ im Reichsaußenministerium, Franz Rademacher, wurde am 6. März über den Vorschlag Stuckarts gesprochen. Dieser hatte für die Zwangssterilisation aller „jüdischen Mischlinge ersten Grades“ sowie für die Zwangsscheidung aller „Mischehen“ plädiert. Da die Sterilisation in den Krankenhäusern momentan nicht durchführbar sei, sollte diese Maßnahme bis zum Kriegsende aufgeschoben werden. Gegen eine zwangsweise Ehescheidung wurden allgemeine rechtliche Einwände sowie „propagandistische“ Gründe ins Feld geführt. Damit waren absehbare Widerstände insbesondere von Seiten der katholischen Kirche und eine Intervention des Vatikans gemeint. Auch konnte man die Reaktionen der „jüdisch versippten“ Ehepartner schwer einschätzen. Wie sich 1943 anlässlich der Fabrikaktion beim Rosenstraße-Protest herausstellte, führte die vermeintlich drohende Deportation von jüdischen Ehepartnern tatsächlich zu öffentlichen Solidaritätsbekundungen der „deutschblütigen“ Angehörigen.
Am 27. Oktober 1942 wurde die Forderung nach Zwangsscheidung von „Mischehen“ erneut behandelt. Offenbar gab es jedoch Hinweise aus der Reichskanzlei, dass der „Führer“ während des Krieges keine Entscheidung treffen wolle. Im Oktober 1943 vereinbarte Otto Thierack vom Justizministerium mit Himmler, „jüdische Mischlinge“ vorerst nicht zu deportieren. Derartige Rücksichten auf die Stimmung der Bevölkerung wurden der SS in den besetzten Ostgebieten nicht abverlangt: Jüdische Ehepartner aus „Mischehen“ und die „jüdischen Mischlinge ersten Grades“ wurden dort in den Völkermord einbezogen.
Strittig ist die Beurteilung der Rolle geblieben, die Stuckart mit seinen Vorschlägen einnahm. Nach Angaben seiner Untergebenen Bernhard Lösener und Hans Globke hat Stuckart den Kompromissvorschlag zur Massensterilisierung mit dem Hintergrundwissen gemacht, dass dies zumindest während des Krieges nicht realisierbar sei. Damit habe er die Deportation und Ermordung der deutschen „Mischlinge ersten Grades“ verhindert. Andererseits wäre sein Vorschlag einer Zwangsscheidung für „Mischehen“, die den Tod des jüdischen Partners zur Folge gehabt hätte, rasch realisierbar gewesen.
Die im Protokoll angesprochene Absicht Heydrichs, einen „Entwurf über die organisatorischen, sachlichen und materiellen Belange im Hinblick auf die Endlösung der europäischen Judenfrage“ anzufertigen und diesen Göring zuzuleiten, wurde nicht verwirklicht.

## Historische Verarbeitung

### Fundgeschichte
Das von Eichmann nach einer Stenografie erstellte Besprechungsprotokoll wurde von Müller und Heydrich mehrfach überarbeitet. Von der Endfassung wurden insgesamt 30 Exemplare ausgestellt, die als „Geheime Reichssache“ gestempelt und dann an die Teilnehmer bzw. ihre Dienststellen versandt wurden. Davon wurde bis heute nur das 16. Exemplar, das des Konferenzteilnehmers Martin Luther, aufgefunden. Offenbar entging es nur deshalb der Aktenvernichtung, weil Luther wegen einer Intrige gegen Außenminister Joachim von Ribbentrop im KZ Sachsenhausen inhaftiert worden war, weshalb seine Abteilung aufgelöst und die Akten ausgelagert worden waren. Teile des Archivs wurden von US-Amerikanern zunächst ins Marburger Schloss geschafft, im Februar 1946 im Telefunken-Werk in Berlin-Lichterfelde weiter gesichtet und dabei auch die Wannsee-Dokumente erstmals mikroverfilmt. Im Sommer 1948 wurde der gesamte Bestand nach Whaddon Hall / Buckinghamshire in Sicherheit gebracht, dort erneut verfilmt und Ende der 1950er-Jahre an das Politische Archiv des Auswärtigen Amtes in Bonn zurückgegeben; das Dokument befindet sich seit dem Umzug des Politischen Archivs nunmehr in Berlin. Es ist im Internet barrierefrei verfügbar.
Robert Kempner (Stellvertreter des amerikanischen Chefanklägers Robert H. Jackson) stellt dar, der Fund des Protokolls der Wannseekonferenz sei ihm im März 1947 während der Vorbereitungen für den „Wilhelmstraßen-Prozess“ von einem Mitarbeiter gemeldet worden. Bereits im August 1945 hatte man das Einladungsschreiben für Otto Hofmann gefunden und wusste daher, dass eine Konferenz zur „Endlösung der Judenfrage“ geplant war.

### Das Protokoll als Quelle
Das Besprechungsprotokoll der Wannseekonferenz wurde im Eröffnungsplädoyer im Prozess gegen das Rasse- und Siedlungshauptamt verwendet und wenige Wochen später in der Anklageschrift zum Wilhelmstraßen-Prozess zitiert.
Obwohl hier noch kein umsetzungsfähiger Gesamtplan für die „Endlösung“ vorlag, gilt das Protokoll als Schlüsseldokument für die Organisation des Völkermordes. Holocaustleugner behaupten darum, es sei gefälscht. Dazu greifen sie oft auf ein Buch Robert Kempners zurück, in dem dieser in angreifbarer Weise Faksimiles mit Abschriften vermischt, gleichwohl aber den Text selbst korrekt wiedergegeben hat. Die Historiker Norbert Kampe und Christian Mentel haben diese Fälschungsvorwürfe entkräftet.
Eichmann ließ am 7. und 13. August 1941 die Reichsvereinigung der Juden in Deutschland auffordern, statistische Angaben über die Juden in Europa zu liefern. Sein Referat IV B 4 glich diese Zahlen mit Angaben der Besatzungsbehörden ab und subtrahierte bereits die Opfer des Holocaust in Litauen, Lettland und Estland, das als „judenfrei“ bezeichnet wird. Die offensichtlich überhöhte Zahl für den unbesetzten Teil Frankreichs, die zu Spekulationen über die Einbeziehung der Juden Nordafrikas in die Vernichtungspläne führte, wird von Dan Michman als Schreibfehler erklärt; Ahlrich Meyer führt sie auf einen Schätzwert Theodor Danneckers zurück.
Das Konferenzprotokoll ist nach Eichmanns Aussagen in seinem Prozess in Jerusalem 1961 eine „inhaltlich genaue Wiedergabe der Konferenz“. Heydrich habe Wert darauf gelegt, dass alle wesentlichen Details festgehalten worden seien, um die Teilnehmer später darauf behaften zu können. Nur die ebenfalls stenografierte Aussprache nach Konferenzabschluss sei nicht protokolliert worden. Eichmann widersprach dem Protokoll damals in manchen Punkten, besonders in Bezug auf die Bedeutung seiner eigenen Person bei der Konferenz. Die von ihm angegebene Gesamtdauer dieser im Protokoll festgehaltenen Konferenz von etwa anderthalb Stunden gilt jedoch als unstrittig.

### Einordnung
Der erhaltene Protokolltext dokumentiert die Absicht zur Ermordung aller europäischen Juden, das prinzipielle Einverständnis und die effektive Beteiligung des nationalsozialistischen Staatsapparates am Völkermord. Die Formulierung „entsprechend behandelt“ in Eichmanns Wiedergabe des Einleitungsreferats von Heydrich wird von einigen Historikern als typische Tarnfloskel für die Ermordung der die Zwangsarbeit überlebenden Juden gesehen, da der Kontext keinen anderen Schluss zulasse (vgl. Sonderbehandlung). Dem widerspricht Hans Mommsen: Es sei durchaus keine Tarnfloskel gewesen; Heydrich habe vielmehr tatsächlich geplant, einen Großteil der Juden durch Arbeit zu vernichten, die endgültige Lösung der Judenfrage sei aber nur ein Fernziel gewesen, vor dessen Erreichen die überlebenden Juden immer noch weiter in den Osten transportiert werden würden. Hier habe sich die Ansiedlungs- oder Reservatslösung erneuert, wie sie sich in den Jahren 1939 bis 1941 unter anderem im Nisko- und im Madagaskarplan gezeigt habe, die „jedoch schwerlich als humanere Alternative“ anzusehen sei.
Nach Aussage Eichmanns in seinem Prozess war die tatsächliche Sprache unmissverständlich: „Es wurde vom Töten und Eliminieren und Vernichten gesprochen.“
Über welche Tötungsvarianten gesprochen wurde, ist unter Fachhistorikern umstritten. Aus den zuvor angelaufenen Vernichtungsaktionen und dem Konferenzprotokoll selbst leiten die meisten ab, dass zuvor von höchster Stelle entschieden worden war, die Mordaktionen nunmehr zu einem systematischen Völkermord auszuweiten, dem unterschiedslos alle europäischen Juden zum Opfer fallen sollten. Im Zahlenmaterial für die Gesamtplanung waren die Juden aus England und Spanien aufgeführt: Deren Einbeziehung war angesichts der damaligen für die Nationalsozialisten ungünstigen Kriegsentwicklung unrealistisch.
Der Historiker Peter Longerich kommt zu dem Ergebnis, es habe auch nach der Konferenz keinen festen Plan gegeben, in welchen Zeiträumen und mit welchen Mitteln der Völkermord durchgeführt werden sollte. Jedoch lasse sich nachweisen, dass danach „die Deportationen auf den gesamten deutschen Raum ausgedehnt wurden“ und ein „umfassendes Zwangsarbeitsprogramm“ zu greifen begann.
Thomas Sandkühler stellt als entscheidende Auswirkung heraus, dass bis zur Konferenz in Ostgalizien als „arbeitsunfähig“ eingestufte Jüdinnen und Juden ermordet wurden. Erst danach habe der Mordbefehl für alle Juden außer den ganz wenigen in der Erdölindustrie als unentbehrlich deklarierten Juden gegolten.
Die Wannseekonferenz war eine bürokratische Klärung der Zuständigkeiten beteiligter Stellen und des zu ermordenden Personenkreises: Dies setzte eine irgendwie geartete Beschlussfassung zur „Endlösung der Judenfrage“ bereits voraus. Ein derartiger Beschluss konnte auf keinen Fall durch untergeordnete Personen, sondern nur auf allerhöchster Ebene gefasst werden. Erst daraufhin sollte nun die Federführung des Reichssicherheitshauptamts festgeschrieben sowie Kooperation und Koordinierung der beteiligten Stellen sichergestellt werden. Nach dem britischen Historiker Mark Roseman war die Wannseekonferenz für den tatsächlichen Ablauf des Holocaust nicht sehr wichtig. Von herausragender Bedeutung war sie im Rückblick vielmehr erst dadurch, dass ihr Protokoll erhalten blieb. Sein Text gewähre Einblick in einen Augenblick, „in dem sich der kontinentweite Mord als politisches Ziel bereits herauskristalliert hatte, die Möglichkeit einer weltweiten Ausrottung zumindest angedacht war und das genaue Gleichgewicht zwischen direkter Ausrottung und kurzfristiger Ausbeutung durch Zwangsarbeit noch nicht etabliert worden war“.
Die Gedenk- und Bildungsstätte „Haus der Wannsee-Konferenz“ bezeichnet die verbreitete Annahme, hier sei der europaweite Völkermord beschlossen worden, als „fast nicht mehr revidierbaren Irrtum der Geschichtsschreibung und der Publizistik“. Dennoch ist die Konferenz von großer historischer Bedeutung: Hier wurde der laufende Völkermord koordiniert und den höchsten Beamten aller wichtigen Ministerien zur Kenntnis gebracht, in denen anschließend zahlreiche Personen als „Schreibtischtäter“ organisatorische Unterstützung leisteten.

### Strafverfolgung nach 1945
Ein Drittel der Konferenzteilnehmer überlebte den Krieg nicht. Heydrich starb am 4. Juni 1942 an den Folgen eines Attentats in Prag, Roland Freisler kam bei einem Bombenangriff ums Leben, Rudolf Lange und Alfred Meyer verübten Suizid. Martin Luther verstarb im Frühjahr 1945 an den Folgen seiner Haft im KZ Sachsenhausen. Heinrich Müller galt als verschollen.
Noch vor Entdeckung des Protokolls der Wannseekonferenz wurden zwei Teilnehmer wegen verübter Kriegsverbrechen hingerichtet. Eberhard Schöngarth wurde 1946 vom britischen Militärgericht zum Tode verurteilt und hingerichtet, weil er persönlich die Erschießung eines Kriegsgefangenen angeordnet hatte. Josef Bühler wurde 1946 in Krakau zum Tode verurteilt. Wilhelm Kritzinger verstarb 1947 vor Eröffnung des Wilhelmstraßen-Prozesses, 1948 starb Erich Neumann.
Falls es überhaupt zu Verurteilungen kam, dann wurden andere Tatbestände als die Konferenzteilnahme im Urteil angeführt. Zur Einstellung der Verfahren kam es bei Georg Leibbrandt (1950) und Gerhard Klopfer (1962). Beide waren 1949 aus der Untersuchungshaft entlassen worden. Otto Hofmann war 1948 im Nürnberger Folgeprozess gegen das SS-Rasse- und Siedlungshauptamt zu 25 Jahren Zuchthaus verurteilt worden, wurde aber 1954 aus der Justizvollzugsanstalt Landsberg entlassen. Wilhelm Stuckart wurde im Wilhelmstraßen-Prozess zu einer Strafe von drei Jahren und zehn Monaten verurteilt, kam aber schon 1949 frei, da die Internierungshaft angerechnet wurde.
Adolf Eichmann floh nach dem Krieg nach Argentinien, wurde dort aber von einem Kommando des israelischen Geheimdienstes Mossad entführt, nach Israel gebracht und 1962 nach einem aufsehenerregenden Prozess in Jerusalem hingerichtet.

### Das Konferenzgebäude als Gedenkstätte

Logo der „Gedenk- und Bildungsstätte – Haus der Wannsee-Konferenz“

Der Berliner Architekt Paul Baumgarten plante und baute die großbürgerliche Villa, damals Große Seestraße 19a, 1914–1915 für den Fabrikanten Ernst Marlier. Das Gebäude galt als sein luxuriösester Bau und gehörte damals zur Gemeinde Wannsee, heute ein Ortsteil des Bezirks Steglitz-Zehlendorf. 1921 verkaufte Marlier das Anwesen an Friedrich Minoux, damals Generaldirektor im Stinnes-Konzern (daher auch der Name „Minoux-Villa“). 1929 erhielt es im Zuge der Umnummerierung der Straße die Hausnummer 56/58. Seit dem 8. April 1933 heißt die Straße Am Großen Wannsee. Wegen Betrugs wurde Minoux im Mai 1940 verhaftet. Aus der Haft heraus verkaufte er Villa und Grundstück zum damals marktüblichen Preis von 1,95 Millionen Reichsmark an die Nordhav-Stiftung, die für den SS-Sicherheitsdienst (SD) Grundstücksgeschäfte abwickelte.
Ab 1940 ließ die SS die Außenanlage der Villa durch Zwangsarbeiter im „geschlossenen jüdischen Arbeitseinsatz“ beziehungsweise später durch osteuropäische Zwangsarbeiter pflegen. Das Haus wurde als Gästehaus der Sicherheitspolizei genutzt; hier übernachteten hohe SS-Offiziere, Führer von Einsatzkommandos oder befreundete ausländische Geheimdienstchefs. Anfang Februar 1943 verkaufte die Stiftung Nordhav das Grundstück an das Deutsche Reich (Sicherheitspolizeiverwaltung) mit der vertraglichen Regelung (§ 4) zur „Weiterführung als Kameradschafts- und Führerheim der Sicherheitspolizei“. Im Oktober 1944 verlegte der Inlands-SD unter Otto Ohlendorf und gegen Kriegsende auch Gestapo-Chef Heinrich Müller sein Hauptquartier in die Villa.
Nach Kriegsende nutzte nach unbestätigten Berichten zunächst die Rote Armee und später die US-Armee vorübergehend das Anwesen. Zeitweise stand es leer, sodass die Einrichtung nicht erhalten ist. 1946 ging das Grundstück dann in den Besitz des Magistrats von Groß-Berlin über. Dieser vermietete es im Dezember 1946 an die Berliner SPD, die dort eine Bildungs- und Erholungsstätte sowie eine Bibliothek der im März 1947 von fünf sozialdemokratischen Verlagen gegründeten Stiftung „August-Bebel-Institut“ beherbergte. Nachdem im Herbst 1951 der Beschluss gefasst worden war, das Haus aus finanziellen Gründen wieder aufzugeben, wurde das Grundstück im Januar 1952 an den Bezirk Neukölln verpachtet, der die Villa als Schullandheim nutzte.
1966 gründete der Historiker Joseph Wulf, der das KZ Auschwitz überlebt hatte, den Verein „Internationales Dokumentationszentrum zur Erforschung des Nationalsozialismus und seiner Folgeerscheinungen“. Unterstützer der Initiative waren Karl Jaspers, Gideon Hausner, der Ankläger im Eichmannprozess, Robert M. W. Kempner, Rechtsanwalt und Nürnberger Ankläger, Golo Mann, Max Horkheimer, Fritz Bauer, Heinz Galinski, Alfred Grosser sowie der Rechtsanwalt Horst Mahler, der später als Holocaustleugner in Erscheinung trat. Das Gebäude sollte als Dokumentationszentrum umgewidmet und vom Verein genutzt werden. Wulf konnte Geldgeber sowie prominente Unterstützung aus dem Ausland, etwa durch Nahum Goldman, gewinnen.
Zunächst sprach sich auch der Regierende Bürgermeister Willy Brandt für das Projekt aus, nach dessen Weggang nach Bonn verlor dieses aber das Wohlwollen des Berliner Senats. Brandts Nachfolger Klaus Schütz (SPD) stand der Einrichtung einer Gedenkstätte ablehnend gegenüber und begründete dies mit der Sorge, dass sie Antisemitismus fördern könne. Generell fehlte der bundesdeutschen Gesellschaft in den 1960er Jahren ein Bewusstsein für die Schuld, die sie im Nationalsozialismus auf sich geladen hatte. Entsprechend wurde Wulfs Vorstoß vor allem als innerjüdisches Projekt rezipiert. Eine Verhinderung der Gedenkstätte ermöglichte so die Verdrängung eigener Schuld. Nachdem der Senat am 20. Dezember 1967 zwar die Gründung einer Gedenkstätte genehmigte, eine Nutzung der Villa am Wannsee zu diesem Zweck aber ablehnte, zogen sich zahlreiche Geldgeber zurück. Der Verein löste sich schließlich 1973 auf.
Erst 1988 wurden Villa und Garten nach denkmalpflegerischen Gesichtspunkten und für die Nutzung als Gedenkstätte rekonstruiert. 1992 wurde die Gedenk- und Bildungsstätte – Haus der Wannsee-Konferenz in den Räumen der Villa eröffnet; sie trägt den Namen Joseph Wulfs. Im Erdgeschoss des Hauses informiert die Dauerausstellung „Die Wannsee-Konferenz und der Völkermord an den europäischen Juden“ über den Prozess der Ausgrenzung, Verfolgung, Vertreibung, Ghettoisierung und Vernichtung der Juden im deutschen Einflussbereich zwischen 1933 und 1945. Nach Umbau und Überarbeitung wurde im Januar 2006 eine neue Dauerausstellung eröffnet. 2020 wurde die Dauerausstellung erneut überarbeitet. Sie trägt nun die Überschrift „Die Besprechung am Wannsee und der Mord an den europäischen Jüdinnen und Juden“.

## Künstlerische Verarbeitung

### Romane
Leslie Kaplan beschreibt in Fever die Bedeutung der Konferenz für Eichmanns Aufstieg in fiktiver Form. Demnach habe Eichmann sich eingebildet, dass das Zusammensitzen mit Heydrich für ihn ein Karrieresprung sei. Im Roman ist der erhoffte berufliche Aufstieg ein wichtiger Grund, dass Eichmann an den Massenverbrechen des Holocaust mitwirkte. Es habe sich dabei also um Morde ohne eigentliches Motiv gehandelt.
Robert Harris zeichnet in seinem Roman Vaterland die Vision, dass Deutschland den Zweiten Weltkrieg gewonnen hat und über ganz Europa herrscht. Die Juden sind aus dem gesamten Einflussgebiet verschwunden und ihre Existenz ist in der Bevölkerung eine verblassende, unausgesprochene Erinnerung. Wenige Tage vor dem 75. „Führergeburtstag“ Hitlers beginnt eine Mordserie an ehemaligen Nazigrößen. Nach und nach deckt der ermittelnde Kriminalpolizist auf, dass die Mordopfer die überlebenden Mitwisser des totgeschwiegenen Verschwindens der Juden sind. Der Roman beleuchtet dabei besonders die Heimlichkeit der Konferenz und die wenigen verbliebenen Belege.

### Schauspiel
Paul Mommertz schrieb 1984 das Bühnenstück Die Wannseekonferenz. Er verwendete das Eichmannprotokoll, Aussagen Eichmanns in seinem Prozess und briefliche Dokumente für möglichst realistische Dialoge. Das Stück dauert – wie die Konferenz – 90 Minuten und bezieht seine Wirkung aus der technokratischen Kälte, mit der die Beteiligten den geplanten Massenmord an 11 Millionen Menschen als rein logistisches Problem verhandeln.
Das Stück wurde im Volkstheater Wien uraufgeführt; weitere Aufführungen z. B. unter der Regie von Peter Sodann in Halle (Saale). Im September und Oktober 2003 wurde das Stück im Rahmen der Landesausstellung „Wert des Lebens“ von Isolde Christine Wabra inszeniert und im Lern- und Gedenkort Schloss Hartheim zehnmal aufgeführt.
Das Stück diente auch als Drehbuch für den gleichnamigen Film.

### Spielfilme
Die Wannseekonferenz ist Thema mehrerer Spielfilme. 1984 erschien zunächst eine Fernsehversion des Schauspiels von Paul Mommertz unter der Regie von Heinz Schirk: Die Wannseekonferenz. Dietrich Mattausch spielte darin Heydrich, Gerd Böckmann spielte Eichmann. Der Film wurde mit zahlreichen internationalen Preisen ausgezeichnet, darunter dem Adolf-Grimme-Preis. 1987 folgte die Kinoversion.
Frank Pierson war Regisseur des englischsprachigen Films Conspiracy (USA/GB, 2001, auf Deutsch als Die Wannseekonferenz). Auch dieser Spielfilm dauert wie die historische Zusammenkunft 85 Minuten und basiert auf deren Protokoll. Da dieses jedoch keine wörtliche Rede wiedergibt, sind die Dialoge rekonstruiert und deshalb historisch nicht belegt. Der von Piersons Produktion ursprünglich angestrebte dokumentarische Charakter wurde nicht erreicht, da die Umsetzung dramaturgisch überarbeitet wurde. Hinweise der Gedenkstätte, der das Drehbuch vor Drehbeginn vorlag, auf unbelegte Details wurden nicht verarbeitet. So ist in der Verfilmung, die am Ort der Konferenz gedreht wurde, Kritzinger als Zweifler dargestellt: Dies deckt sich nicht mit den überlieferten historischen Fakten.
Neben diesen Verfilmungen war die Wannseekonferenz in einer Szene der vierteiligen TV-Serie Holocaust – Die Geschichte der Familie Weiß dargestellt, allerdings nur mit den Teilnehmern Heydrich und Eichmann.
Am 24. Januar 2022 strahlte das ZDF den vielfach national und international preisgekrönten 105-minütigen Film Die Wannseekonferenz des Regisseurs Matti Geschonneck mit Philipp Hochmair als Heydrich aus.

## Dokumentarfilme
- Phoenix strahlte am 27. Januar 2018, 20:15–21:00 Uhr unter dem Titel Geheimnisvolle Orte – Am Wannsee einen Film zur Geschichte der Villen am Wannsee aus. Auf das Haus der Wannseekonferenz wird in diesem Film eingegangen.
- Der Dokumentarfilm Die Wannseekonferenz. Die Dokumentation. wurde im ZDF am 24. Januar 2022 im Anschluss an den Spielfilm Die Wannseekonferenz gezeigt; unter anderem war die Holocaust-Überlebende Margot Friedländer zu sehen.